# Amphiascus amblyops
Amphiascus amblyops är en kräftdjursart som beskrevs av Georg Ossian Sars 1911. Enligt Catalogue of Life ingår Amphiascus amblyops i släktet Amphiascus och familjen Diosaccidae, men enligt Dyntaxa är tillhörigheten istället släktet Amphiascus och familjen Miraciidae. Arten har ej påträffats i Sverige. Inga underarter finns listade i Catalogue of Life.